# دار قالی (آلبوم)
دار قالی نام یک آلبوم موسیقی اثر گروه راز شب است که در سبک پاپ تهیه شده و دارای ۱۲ ملودی است. تنظیم کننده این آلبونم رامین بهنا و نوازندگان آن رامین بهنا، شهروز خواجه مولایی، آرش سبحانی، اردوان انزابی‌پور و همایون نصیری هستند. این آلبوم در فروردین ۱۳۸۹ منتشر شد.

## فهرست آهنگ‌ها
| ردیف | آهنگ           |
| ۱    | دریا           |
| ۲    | دار قالی       |
| ۳    | آفتاب          |
| ۴    | راز شب         |
| ۵    | اسیر تن        |
| ۶    | (سلوک (بی کلام |
| ۷    | دوست           |
| ۸    | حضور           |
| ۹    | روزهای آبی     |
| ۱۰   | کودکی          |
| ۱۱   | مرد آسمان      |
| ۱۲   | بی کلام        |